# 어비스 (프로레슬링 선수)
크리스토퍼 J. 파크스(Christopher J. Parks, 1973년 10월 4일 ~ ) 또는 링 네임 어비스(Abyss)는 미국의 남자 프로레슬링선수다. 워싱턴 D.C.에서 태어났으며, 1995년 1월 프로레슬링 입문했다. 2002년에는 TNA에 데뷔해서 현재까지 유일무이하게 타단체 이적없이 활동 중이다. (원래 제임스 스톰과 함께 유이했으나,
스톰이 잠시 WWE NXT에 다녀옴)

## 신체 사항
키 195cm
몸무게 165kg

## 경력
- 2002년 6월 19일 : 저스티스라는 이름으로 TNA 출범경기 배틀로얄에 등장한다.
- 2003년 : 키드 캐쉬의 보디가드로 TNA에 재등장한다.
- 2006년 : NWA 월드 헤비웨이트 챔피언에 등극했다.
- 2012년 : 가면을 벗고 어비스의 쌍둥이 형 캐릭터 죠셉 파크스라는 이름으로 1인 2역을 소화하게 된다.

## 수상
- BCW 캔-암 헤비웨이트 챔피언 1회
- BPW 헤비웨이트 챔피언 1회
- IWA 하드코어 챔피언 3회
- IWA 인터콘티넨탈 챔피언 1회
- IWA 월드 태그팀 챔피언 2회 - 미겔 페레즈 주니어 (1회) , 셰인 더 글래머 보이 (1회)
- MWA 헤비웨이트 챔피언 1회
- NWA 사이버페이스 헤비웨이트 챔피언 1회
- NWA 로우와 헤비웨이트 챔피언 1회
- NWA 미주리 헤비웨이트 챔피언 1회
- NWA 와이들사이드 헤비웨이트 챔피언 1회
- NWF 헤비웨이트 챔피언 1회
- UWA 헤이붸이트 챔피언 1회
- 1PW 월드 헤비웨이트 챔피언 2회
- NWA 월드 헤비웨이트 챔피언 1회
- NWA 월드 태그팀 챔피언 1회 - AJ 스타일스
- TNA 월드 태그팀 챔피언 2회 - 제임스 스톰, 크레이지스티브
- TNA X-디비전 챔피언 1회
- TNA 킹 오브 더 마운틴 챔피언 2회
- TNA 4대 트리플크라운
- TNA 2대 그랜드슬램
- 2018년 TNA 명예의 전당 헌액자